# عهدنامه دوستی و تجارت بین ژاپن و پادشاهی متحد بریتانیای کبیر و ایرلند

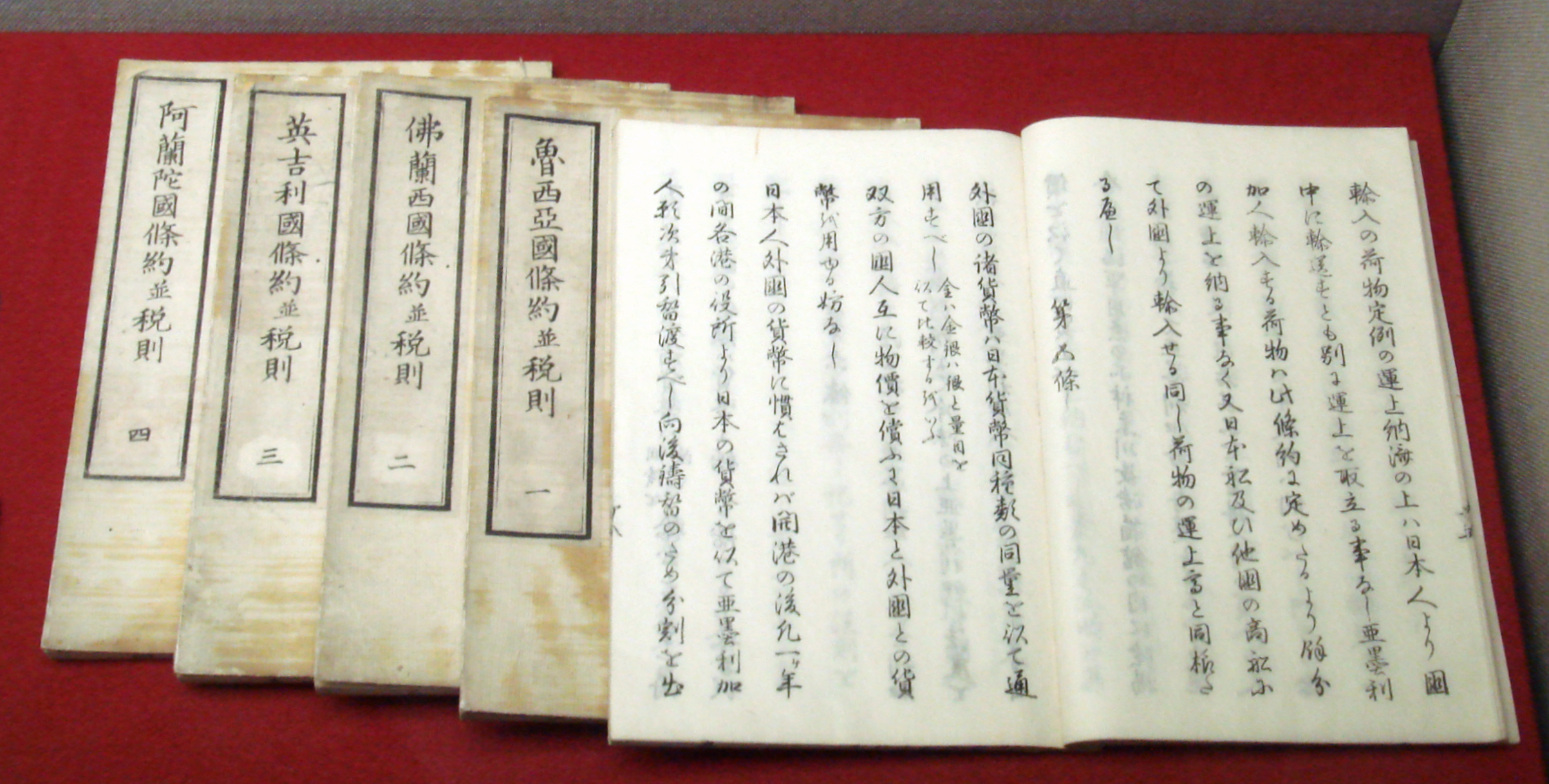
نسخه چاپی قراردادهای دوستی و تجارت بین ژاپن و هلند، بریتانیا، فرانسه، روسیه و ایالات متحده، ۱۸۵۸

عهدنامه دوستی و تجارت بین ژاپن و پادشاهی متحد بریتانیای کبیر و ایرلند (به ژاپنی: 日英修好通商条約 Nichi-Ei Shūkō Tsūshō Jōyaku)، عهدنامه دوستی و تجارت بین ژاپن و انگلو قراردادی بود که در اوت سال ۱۸۵۸ مابین پادشاهی متحد بریتانیای کبیر و ایرلند و ژاپن در زمان شوگون‌سالاری توکوگاوا به امضا رسید.